# Río Caraño
El río Caraño es uno de los más importantes afluentes del río Hacha, localizado en el municipio colombiano de Florencia (Caquetá). Cuenta con 22,2 kilómetros de longitud y resulta de gran importancia por cuanto en su recorrido se encuentra la bocatoma que del acueducto que surte de agua a la mayoría de los barrios de la ciudad.

## Geografía
El río Caraño nace en la Cordillera Oriental al noreste de la cabecera municipal de Florencia en el área de la Reserva Forestal de la Amazonia en límites con el departamento del Huila. Forma una microcuenca de 6.981 hectáreas que corresponde al 14,24% del área total de la cuenca del río Hacha y tiene una longitud de 22.207 metros. La quebrada Las Doraditas es su afluente principal con una extensión de 8.968 metros.

## Sitios de interés

### Salto del río Caraño
Formado por el río Caraño cuando se precipita en una caída vertical de aproximadamente 50 metros de altura. La base de la cascada es de difícil acceso debido a que las paredes verticales son de roca lisa. Está ubicado en la vereda Villaraz del corregimiento homónimo.

## Amenazas
La mayor parte de la microcuenca se encuentra protegida por bosques naturales no intervenidos o con baja intervención. No obstante, a través de imágenes de satélite se ha detectado un frente de colonización procedente del municipio de Suaza (Huila) que ha sobrepasado el límite departamental, penetrando a territorio del Caquetá en proximidades a la zona de recarga y nacimientos del Caraño, afectando más específicamente la microcuenca de la quebrada La Magola, afluente del río Hacha en su parte más alta. De seguir esta tendencia, se pondría en grave peligro los bosques protectores de los nacimientos de estas dos importantes corrientes hídricas.